# Вильсе-сюр-Тре
Вильсе́-сюр-Тре (фр. Vilcey-sur-Trey) — коммуна во французском департаменте Мёрт и Мозель региона Лотарингия. Относится к кантону Тиокур-Реньевиль.

## География
Вильсе-сюр-Тре расположен в 26 км к юго-западу от Меца и в 31 км к северу от Нанси. Находится на территории Регионального природного парка Лотарингии. Соседние коммуны: Виллер-су-Прени и Норруа-ле-Понт-а-Муссон на востоке, Понт-а-Муссон на юго-востоке, Фе-ан-Э на юге, Вьевиль-ан-Э на западе.
Коммуна состоит из 5 кварталов: Голанж, Жайяр, Нёф-Мулен, аббатство Сет-Мари-о-Буа и ферма Сулёвр.

## История

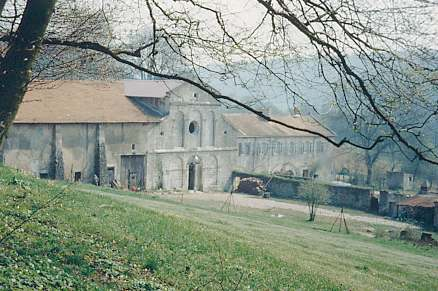
Аббатство Сент-Мари-о-Буа.

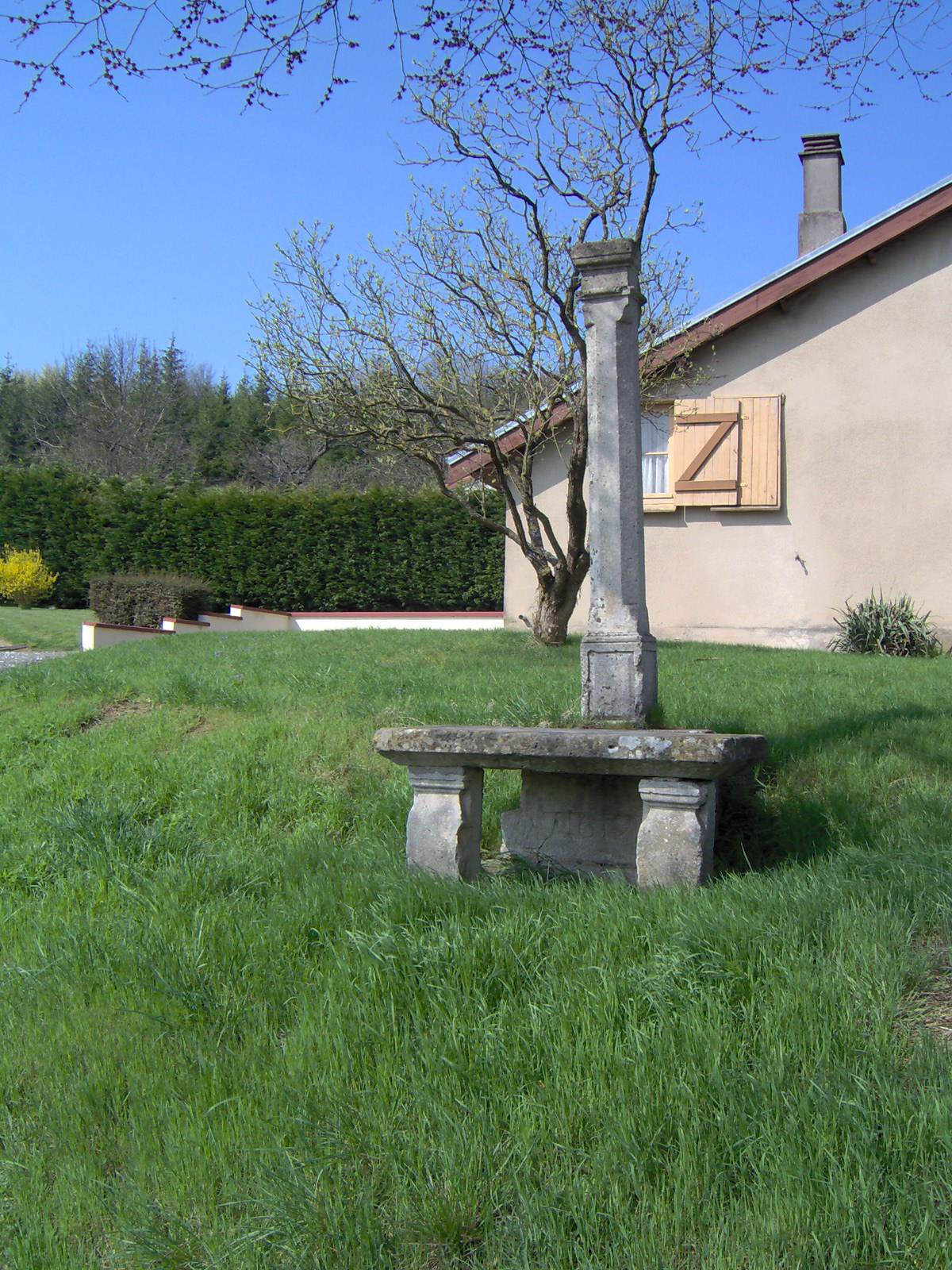
Крест 1619 года в Вильсе-сюр-Тре.

- Деревня была передана в 1504 году вместе с Вьевиль-ан-Э сеньором Николя де О аббатству Сент-Мари-о-Буа.
- Во время Второй мировой войны в 1944 году отступающая фашистская армия сожгла Вильсе-сюр-Тре и Мартенкур.

## Демография
Население коммуны на 2010 год составляло 150 человек.
| 1962 | 1968 | 1975 | 1982 | 1990 | 1999 | 2010 |
| ---- | ---- | ---- | ---- | ---- | ---- | ---- |
| 158  | 182  | 153  | 166  | 153  | 155  | 150  |

## Достопримечательности
- Аббатство Сент-Мари-о-Буа.

## Интересные факты
- Во время Первой мировой войны здесь служили в 1914 году французский писатель Шарль Пеги (1873—1914) и в 1917 году немецкий писатель Юнгер, Эрнст (1895—1998).